# ケイロル・ナバス
- ケイラー・ナバス

ケイロル・アントニオ・ナバス・ガンボア（Keylor Antonio Navas Gamboa、 1986年12月15日 - ）は、コスタリカ・サンホセ州出身のサッカー選手。クラブ・ウニベルシダ・ナシオナル所属。元コスタリカ代表。ポジションはゴールキーパー。

## 経歴
サンホセ州のサン・イシドロ・デル・ヘネラルで生まれ、デポルティーボ・サプリサとプロ契約を締結。2005年11月6日、ADカルメリタ戦でプロ初出場を果たした。当初はコスタリカ代表でもプレーするホセ・ポラスの控えであった。
2010年7月、リーガ・エスパニョーラのアルバセテ・バロンピエと契約。移籍初年度はセグンダ・ディビシオンで42試合中36試合に出場したが、クラブは最下位に終わってしまいセグンダ・ディビシオンBに降格した。

### レバンテ
2011-12シーズンはプリメーラ・ディビシオンのレバンテUDへレンタル移籍した。ナバスはグスタボ・ムヌアの控えゴールキーパーであったが、UEFAヨーロッパリーグの出場権がかかったリーガ最終節のアスレティック・ビルバオ戦でリーガデビュー。完封勝利に貢献し、シーズン終了後にはレバンテへ完全移籍した。2012-13シーズンも控えに甘んじ、わずか9試合の出場に留まった。
2013-14シーズンはムヌアがACFフィオレンティーナへ完全移籍したため、背番号も1番となり正ゴールキーパーの座についた。このシーズンはリーグ最多セーブ、セーブ率もリーグ最高の78％を記録するなど 大活躍してスペインプロリーグ機構のリーグ最優秀GKに選ばれ、ナバスは各ビッグクラブからも注目される存在となった。
2014年7月、レバンテの副会長がナバスのバイエルン・ミュンヘンへの移籍を示唆したが、その後一転してレアル・マドリードとの交渉を認めた。

### レアル・マドリード
2014年8月3日、ナバスはレアル・マドリードに6年契約で移籍し、クラブ初のコスタリカ人選手となった。背番号は13番。しかし、シーズンが始まるとイケル・カシージャスの控えとしてベンチを温める日々が続いた。

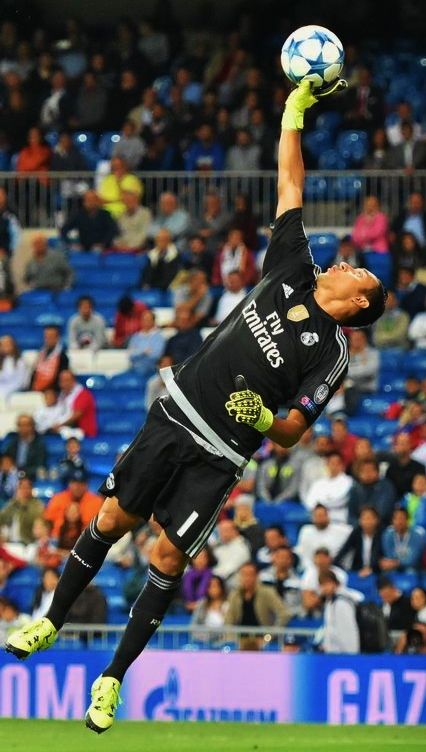
R.マドリードでプレーするナバス（2015年）

2015年夏にカシージャスがFCポルトへ移籍したが、レアル・マドリードは元スペイン代表GKのダビド・デ・ヘアの獲得を望み、ナバスをデ・ヘア獲得のためのトレード要員と見なしていた。ファックスの不備により期限内にトレードは完遂されず、レアル・マドリードに残留することとなったナバスは残留に涙を流して喜んだ。
2015-16シーズンから背番号1番を着用したナバスはスポルティング・ヒホン戦からクラブ史上初となる開幕戦から公式戦4戦連続無失点でシーズンの幕を開けた。また、UEFAチャンピオンズリーグデビューとなった前シーズンのFCバーゼル戦からシーズンを跨ぎ、史上初となるUEFAチャンピオンズリーグデビューからの8試合連続無失点、イェンス・レーマンに次いで史上2番目となるUEFAチャンピオンズリーグ738分連続無失点の記録を打ち立てた。
2016-17シーズンはシーズン前に行った左足アキレス腱の手術の影響により出遅れ、シーズン初出場は2016年9月27日のUEFAチャンピオンズリーググループステージ第2節ボルシア・ドルトムント戦となった。復帰後は調子が上がらず、失点に繋がるミスを連発した事でサポーターから大きな批判を浴び、デ・ヘア獲得に向けた報道も再燃するようになった。しかしシーズン終盤にかけて徐々に調子を上げ、2017年4月23日のエル・クラシコでは敗れはしたものの幾度も好セーブを連発し存在感を示した。5月21日、リーグ制覇をかけた最終節のマラガCF戦ではサンドロ・ラミレスのフリーキックを好セーブし、レアル・マドリードの5年ぶりのリーガ・エスパニョーラ制覇に貢献した。6月3日のUEFAチャンピオンズリーグ決勝のユヴェントスFC戦でも開始早々のミラレム・ピャニッチのシュートを好セーブして先制点を阻止し、史上初のチャンピオンズリーグ2連覇に貢献した。
エル・クラシコとなった2017年のスーペルコパ・デ・エスパーニャでは2試合で1失点に抑え自身初のスーペルコパを獲得し、また2ndレグではレアル・マドリード通算100試合出場を達成した。2017-18シーズンのUEFAチャンピオンズリーグ3連覇に貢献、特に準決勝のバイエルン戦第2試合では何度も好セーブを見せ、ファイナル進出を大いに助けた。
2018年8月、チェルシーFCからティボ・クルトゥワがレアル・マドリードに加入するも、ナバスは「退団を望むのは、死ぬのと同じこと」とポジション争いに臨む決意を語った。UEFAスーパーカップ、リーグ開幕戦となるヘタフェCF戦でスターティングメンバーとしてプレーした。その後、フレン・ロペテギはリーグ戦をクルトゥワ、カップ戦をナバスとゴールキーパーをターンオーバーで起用したが、サンティアゴ・ソラーリが監督に就任するとカップ戦でもクルトゥワがプレーし、ナバスは2ndゴールキーパーとして扱われた。2019年3月にジネディーヌ・ジダンが監督として復帰、初陣となるセルタ・デ・ビーゴ戦ではスターティングメンバーとしてプレーしクリーンシートを達成した。その後もクルトゥワの怪我もあり出場機会を増やすと、外国人ゴールキーパーでレアル・マドリード史上初となるリーガ100試合出場を達成した。しかしシーズン終了目前に戦力外通告をクラブから言い渡されたと報じられた。シーズン最終戦となるサンティアゴ・ベルナベウでのレアル・ベティス戦終了後、センターサークルで一人跪いて両手を上げて人差し指で天を指し、サポーターから喝采を浴びた。

### パリ・サンジェルマン
2019年9月2日、アルフォンス・アレオラとのトレードでパリ・サンジェルマンFCと2023年6月30日までの4年契約を締結したことが発表された。2019-20シーズンのUEFAチャンピオンズリーグではグループリーグで古巣レアル・マドリードと対戦し、9月18日にホームであるパルク・デ・プランスで行われた試合で完封勝利に貢献した。11月26日に行われたサンティアゴ・ベルナベウでの試合でグループリーグ首位通過を決め、試合後にはレアル・マドリードのサポーターから拍手が送られた。クープ・ドゥ・ラ・リーグ決勝のリヨン戦では延長PK戦でベルトラン・トラオレのキックをストップし優勝に貢献、加入初年度に3冠を達成したこととなった。
2020-21シーズンのUEFAチャンピオンズリーグにおいて、リオネル・メッシのPKを阻止するなどFCバルセロナ戦の勝利に貢献した。
シーズン終了後にはジャンルイジ・ドンナルンマがPSGに加入したことで三度ワールドクラスのゴールキーパーとポジションを争うことになったが、2021-22シーズンは併用こそされているもののナバスはファーストチョイスを守った。

### ノッティンガム・フォレスト
しかし2022-23シーズン、クラブは将来的な問題から若手のドンナルンマを正GKとして起用することを決定した。その結果、殆ど出場機会が与えられず、1月31日にプレミアリーグのノッティンガム・フォレストFCへ2022-23シーズン終了時までレンタル移籍することが決定した。第22節のリーズ・ユナイテッドFC戦でデビューを果たし、好守で勝利に貢献、その後もレギュラーとしてプレー、チームのプレミアリーグ残留に貢献した。

### パリ・サンジェルマン復帰
PSGに復帰した2023ｰ24シーズンは、リーグ戦4試合とカップ戦2試合の出場にとどまった。そんななか、ナバスは自身の公式Instagramを通じ、契約満了に伴う退団を発表し、ファン・サポーターへの感謝を綴った。
「『パルク・デ・プランス』で過ごしたすべての瞬間が素晴らしいものだった。与えられた愛情と励ましに感謝している。このクラブの紋章のために戦うことができたのは光栄なことだった。僕にはまだ成し遂げたい目標があるが、一度家となった場所に別れを告げる機会を逃したくはなかった」。

## 代表経歴

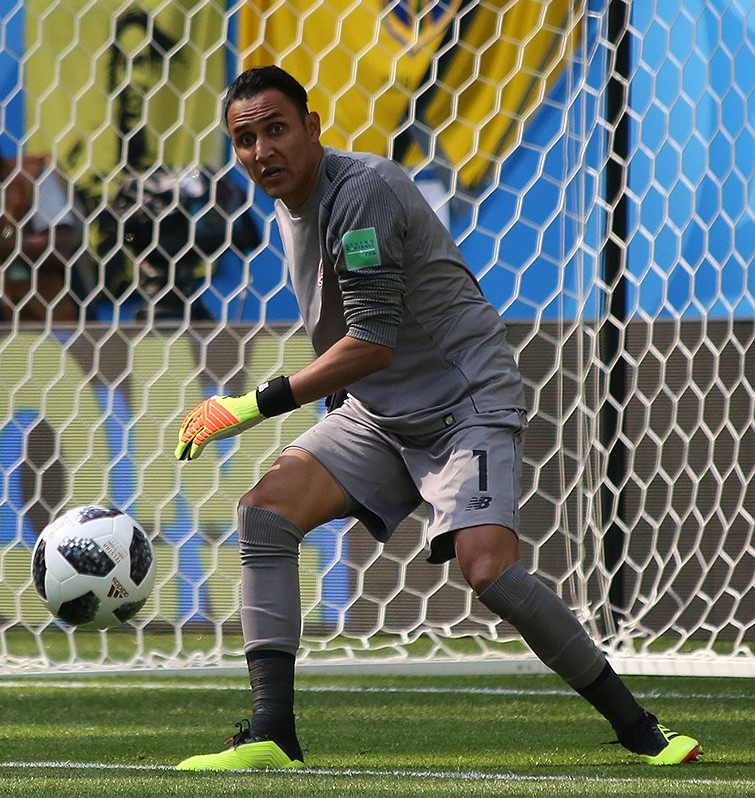
コスタリカ代表でのナバス
（2018 FIFAワールドカップにて）

世代別代表では2003 FIFA U-17世界選手権に出場。
2006年8月のオーストリア、スイスとの親善試合に向けコスタリカA代表に初招集されるも出場はなかった。2008年10月11日の2010 FIFAワールドカップ・北中米カリブ海予選のスリナム戦で代表デビュー。
2009年のCONCACAFゴールドカップにおいてもレギュラーで出場、コスタリカは準決勝でPK戦の末メキシコに敗れたものの最優秀GKに選ばれた。
2014 FIFAワールドカップでも正ゴールキーパーとしてグループリーグ第3戦のイングランド戦、決勝トーナメント1回戦のギリシャ戦、準々決勝のオランダ戦 で大会選定のマン・オブ・ザ・マッチに選ばれるなどコスタリカの全5試合にフル出場し2失点に抑える活躍を見せ、コスタリカの初のベスト8進出に貢献した。大会最優秀ゴールキーパーはマヌエル・ノイアーが選ばれたが、ノイアー、セルヒオ・ロメロとともに最優秀ゴールキーパーの最終候補3人に選出された。
2018 FIFAワールドカップロシア大会に出場するも、2大会連続での決勝トーナメント進出はならなかった。
2022年11月4日、W杯カタール大会に向けたメンバーの1人に選ばれた。グループリーグ全ての試合でゴールキーパーを務めた。しかし、第一戦のスペイン戦では0-7と大敗を喫した。第二戦の日本戦で1-0で勝利するも、第三戦のドイツ戦で2-4の敗北。コスタリカはグループ最下位となり、2大会連続グループステージ敗退となった。
2024年、代表引退することを表明した。

## 人物
185cmとゴールキーパーとしては大柄ではないが抜群の反射神経とGKセンスを持ち、瞬時に相手選手との距離を詰めピンチを摘み取る判断力を持つ。特にペナルティーキックのセーブ力は群を抜き、リーガ・エスパニョーラ史上最高のPKストッパーとも称される。
2014年12月3日にスペイン国籍を取得した。ナバスは幼い頃のアイドルにコスタリカ代表として日韓ワールドカップに招集されたレステル・モルガンを、最も参考にした選手にジャンルイジ・ブッフォンを挙げている。
2017年5月21日にリーガ・エスパニョーラ優勝が決定したマラガCF戦後に、癌患者の子供とその家族のために頭を丸めた。
キリスト教を信仰している。毎試合、キックオフ直前に両イレブンがピッチ上でポジションにつくと、ゴールライン上で両膝を付き、両手を上げ人差し指を天に向けて祈る。これは、チームメイトや相手選手がケガをしないように、いい試合が出来るように神に祈っている。

## 個人成績

### クラブ
2023年1月31日現在
| クラブ               | シーズン | リーグ       | リーグ戦 | リーグ戦 | カップ戦 | カップ戦 | 国際大会 | 国際大会 | その他 | その他 | 合計 | 合計 |
| クラブ               | シーズン | リーグ       | 出場     | 得点     | 出場     | 得点     | 出場     | 得点     | 出場   | 得点   | 出場 | 得点 |
| -------------------- | -------- | ------------ | -------- | -------- | -------- | -------- | -------- | -------- | ------ | ------ | ---- | ---- |
| サプリサ             | 2005-06  | プリメーラ   | 2        | 0        | -        | -        | 0        | 0        | 0      | 0      | 2    | 0    |
| サプリサ             | 2006-07  | プリメーラ   | 3        | 0        | -        | -        | 0        | 0        | 0      | 0      | 3    | 0    |
| サプリサ             | 2007-08  | プリメーラ   | 16       | 0        | -        | -        | 7        | 0        | 0      | 0      | 23   | 0    |
| サプリサ             | 2008-09  | プリメーラ   | 20       | 0        | -        | -        | 5        | 0        | 0      | 0      | 25   | 0    |
| サプリサ             | 2009-10  | プリメーラ   | 23       | 0        | -        | -        | 4        | 0        | 0      | 0      | 27   | 0    |
| サプリサ             | 通算     | 通算         | 75       | 0        | 0        | 0        | 16       | 0        | 0      | 0      | 91   | 0    |
| アルバセテ           | 2010-11  | セグンダ     | 36       | 0        | 0        | 0        | -        | -        | 0      | 0      | 36   | 0    |
| アルバセテ           | 通算     | 通算         | 36       | 0        | 0        | 0        | -        | -        | 0      | 0      | 36   | 0    |
| レバンテ             | 2011-12  | プリメーラ   | 1        | 0        | 5        | 0        | -        | -        | 0      | 0      | 6    | 0    |
| レバンテ             | 2012-13  | プリメーラ   | 9        | 0        | 4        | 0        | 12       | 0        | 0      | 0      | 25   | 0    |
| レバンテ             | 2013-14  | プリメーラ   | 37       | 0        | 2        | 0        | -        | -        | 0      | 0      | 39   | 0    |
| レバンテ             | 通算     | 通算         | 47       | 0        | 11       | 0        | 12       | 0        | 0      | 0      | 70   | 0    |
| レアル・マドリード   | 2014-15  | プリメーラ   | 6        | 0        | 3        | 0        | 2        | 0        | 0      | 0      | 11   | 0    |
| レアル・マドリード   | 2015-16  | プリメーラ   | 34       | 0        | 0        | 0        | 11       | 0        | 0      | 0      | 45   | 0    |
| レアル・マドリード   | 2016-17  | プリメーラ   | 27       | 0        | 0        | 0        | 12       | 0        | 2      | 0      | 41   | 0    |
| レアル・マドリード   | 2017-18  | プリメーラ   | 27       | 0        | 3        | 0        | 11       | 0        | 3      | 0      | 44   | 0    |
| レアル・マドリード   | 2018-19  | プリメーラ   | 10       | 0        | 7        | 0        | 3        | 0        | 1      | 0      | 21   | 0    |
| レアル・マドリード   | 通算     | 通算         | 104      | 0        | 13       | 0        | 39       | 0        | 6      | 0      | 162  | 0    |
| パリ・サンジェルマン | 2019-20  | リーグ・アン | 21       | 0        | 3        | 0        | 9        | 0        | 2      | 0      | 35   | 0    |
| パリ・サンジェルマン | 2020-21  | リーグ・アン | 29       | 0        | 3        | 0        | 12       | 0        | 1      | 0      | 45   | 0    |
| パリ・サンジェルマン | 2021-22  | リーグ・アン | 21       | 0        | 1        | 0        | 3        | 0        | 1      | 0      | 26   | 0    |
| パリ・サンジェルマン | 2022-23  | リーグ・アン | 0        | 0        | 2        | 0        | 0        | 0        | 0      | 0      | 2    | 0    |
| パリ・サンジェルマン | 通算     | 通算         | 71       | 0        | 9        | 0        | 24       | 0        | 2      | 0      | 108  | 0    |
| 総通算               | 総通算   | 総通算       | 331      | 0        | 31       | 0        | 84       | 0        | 12     | 0      | 458  | 0    |

### 代表

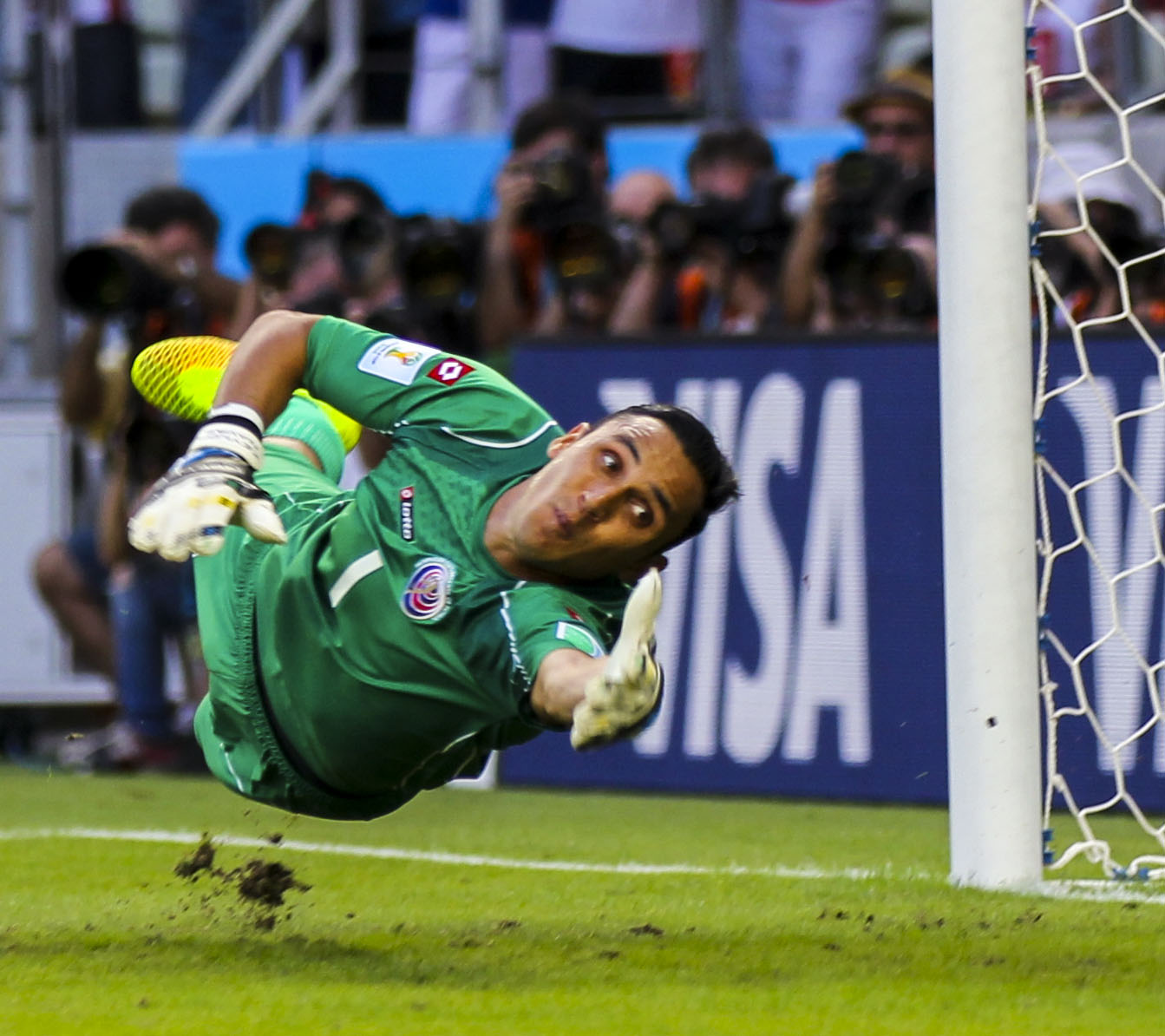
2014 FIFAワールドカップでのナバス

- 国際Aマッチ 112試合 0得点（2008年- ）[42]

| コスタリカ代表 | 国際Aマッチ | 国際Aマッチ |
| 年             | 出場        | 得点        |
| -------------- | ----------- | ----------- |
| 2008           | 2           | 0           |
| 2009           | 14          | 0           |
| 2010           | 5           | 0           |
| 2011           | 11          | 0           |
| 2012           | 10          | 0           |
| 2013           | 8           | 0           |
| 2014           | 10          | 0           |
| 2015           | 4           | 0           |
| 2016           | 5           | 0           |
| 2017           | 7           | 0           |
| 2018           | 10          | 0           |
| 2019           | 5           | 0           |
| 2020           | 1           | 0           |
| 2021           | 8           | 0           |
| 2022           | 10          | 0           |
| 2023           | 2           | 0           |
| 2024           |             |             |
| 通算           | 112         | 0           |

## タイトル

### クラブ
デポルティーボ・サプリサ

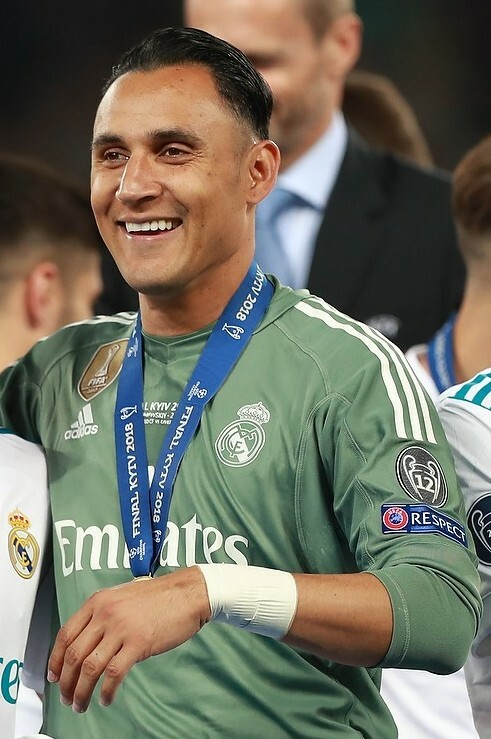
UEFAチャンピオンズリーグ3連覇を祝福するナバス（2018年）

- CONCACAFチャンピオンズリーグ：2005
- プリメーラ・ディビシオン：6回 (2005-2006, 2006-2007, 2007前期, 2008後期, 2008前期, 2010後期)

レアル・マドリード
- FIFAクラブワールドカップ：4回 (2014, 2016, 2017, 2018)
- UEFAスーパーカップ：3回 (2014, 2016, 2017)
- UEFAチャンピオンズリーグ：3回 (2015-16, 2016-17, 2017-18)
- プリメーラ・ディビシオン：2016-17
- スーペルコパ・デ・エスパーニャ：2017

パリ・サンジェルマンFC
- リーグ・アン : 2回(2019-20, 2021-22)
- クープ・ドゥ・ラ・リーグ : 2回(2019-20, 2020-21)
- クープ・ドゥ・フランス : 2019-20
- トロフェ・デ・シャンピオン : 2回(2020, 2022)

### 代表
コスタリカ代表
- コパ・セントロアメリカーナ：2013

### 個人
- CONCACAF年間最優秀選手賞 ：2回 (2014, 2017)
- CONCACAF年間最優秀GK賞 ：2回 (2016, 2017, 2018)
- CONCACAFゴールドカップ ベスト・ゴールキーパー：2009
- CONCACAFゴールドカップ ベスト・イレブン：2009
- コパ・セントロアメリカーナ ベスト・プレイヤー：2009
- リーガ・エスパニョーラ 月間最優秀選手：2014年3月
- リーガ・エスパニョーラ 年間最優秀ゴールキーパー：2013-14
- ESMチーム・オブ・ザ・イヤー ：2015-16
- UEFAチャンピオンズリーグ最優秀GK ：2017-18
- 欧州最優秀ゴールキーパー賞 ：2018
- リーグ・アンベストイレブン : 2020-21
- リーグ・アン最優秀GK : 2020-21